# Épiais
Épiais – miejscowość i gmina we Francji, w Regionie Centralnym, w departamencie Loir-et-Cher.
Według danych na rok 1990 gminę zamieszkiwało 87 osób, a gęstość zaludnienia wynosiła 10 osób/km² (wśród 1842 gmin Regionu Centralnego Épiais plasuje się na 1043. miejscu pod względem liczby ludności, natomiast pod względem powierzchni na miejscu 1218.).